# Алькоркон
Алькоркон (ісп. Alcorcón) — муніципалітет в Іспанії, у складі автономної спільноти Мадрид. Населення — 168 299 осіб (2010).
Муніципалітет розташований на відстані близько 13 км на південний захід від Мадрида.
На території муніципалітету розташовані такі населені пункти: (дані про населення за 2010 рік)
- Алькоркон: 167140 осіб
- Камподон: 987 осіб
- Вента-ла-Рубія: 13 осіб
- Венторро-дель-Кано: 94 особи
- Карретера-де-Сан-Мартін: 15 осіб
- Фуенте-Сіснерос: 4 особи
- Монтепрінсіпе: 46 осіб
- Ель-Праональ: 0 осіб

## Демографія
Динаміка населення (INE ):